# قلعه سر بیشه
بقایای قلعه سربیشه مربوط به دوران‌های تاریخی پس از اسلام است و در شهرستان سربیشه، شمال شرق شهر واقع شده و این اثر در تاریخ ۷ مرداد ۱۳۸۲ با شمارهٔ ثبت ۹۳۰۶ به‌عنوان یکی از آثار ملی ایران به ثبت رسیده است.